# Казаринов, Юрий Михайлович (ЛЭТИ)
Ю́рий Миха́йлович Каза́ринов (23 ноября 1920, Красноярск, РСФСР — 6 февраля 2017) — советский и российский учёный в области радиоэлектронной системотехники, доктор технических наук, профессор. Почётный профессор Новгородского Государственного Университета им. Ярослава Мудрого (2001). Заслуженный деятель науки и техники РСФСР.

## Биография
В 1938 году после окончания школы поступил в Ленинградский электротехнический институт (ЛЭТИ). 
После начала Великой Отечественной войны направлен в Смоленское артиллерийское училище, в декабре 1941 года окончил ускоренный курс. С 1942 года в действующей армии, участвовал в боях на Юго-Западном и Северокавказском фронтах. В декабре 1943 года в связи с тяжёлым ранением демобилизован в звании капитана.
Восстановился в ЛЭТИ, который окончил с отличием в 1946 году и был оставлен в аспирантуре. В 1950 году защитил кандидатскую диссертацию.
С 1948 года преподавал на кафедре радиосистем ЛЭТИ, с 1952 года доцент. С 1953 по 1989 год — заведующий кафедрой радиосистем.
В 1963 году защитил докторскую диссертацию, посвящённую проблемам теоретико-информационной интерпретации радиолокационных измерений. В 1964 году присвоено учёное звание профессора.
Титульный редактор и соавтор первого в СССР учебника «Радиотехнические системы» (изд-во «Советское радио», 1968).

## Научные труды
- Основы радиолокации [Текст] : Конспект лекций / Ленингр. электротехн. ин-т им. В. И. Ульянова (Ленина). - Ленинград : [б. и.], 1956. - 210 с. : черт.; 22 см.
- Отказоустойчивые цифровые устройства радиотехнических систем : Учеб. пособие / Ю. М. Казаринов, Б. П. Подкопаев, В. Н. Смирнов; Ленингр. электротехн. ин-т им. В. И. Ульянова (Ленина). - Л. : ЛЭТИ, 1991. - 58,[2] с. : ил.; 20 см.; ISBN 5-230-08973-X
- Математический аппарат статистической радиотехники [Текст] : Учеб. пособие / Ю. М. Казаринов, Ю. А. Коломенский, Ю. Д. Ульяницкий ; М-во высш. и сред. спец. образования РСФСР. Ленингр. электротехн. ин-т им. В. И. Ульянова (Ленина). - Ленинград : [б. и.], 1973-. - 19 см.
- Динамические системы, устойчивые к отказам / Ю. П. Гришин, Ю. М. Казаринов. - М. : Радио и связь, 1985. - 176 с. : ил.; 20 см.
- Методы обработки сигналов РТС [Текст] / Редколлегия: Ю. М. Казаринов [и др.]. - Ленинград : [б. и.], 1976. - 86 с. : ил.; 20 см. - (Известия.../ М-во высш. и сред. спец. образования РСФСР. Ленингр. электротехн. ин-т им. В. И. Ульянова (Ленина); Вып. 196).
- Статистическая радиотехника и обработка сигналов РТС [Текст] / Ред. коллегия: Ю. М. Казаринов [и др.]. - Ленинград : [б. и.], 1975. - 119 с. : ил.; 21 см. - (Известия.../ М-во высш. и сред. спец. образования РСФСР. Ленингр. электротехн. ин-т им. В. И. Ульянова (Ленина); Вып. 174).
- Микропроцессоры в радиотехнических системах / Ю. П. Гришин, Ю. М. Казаринов, В. М. Катиков; Под ред. Ю. М. Казаринова. - М. : Радио и связь, 1982. - 280 с. : ил.; 20 см.; ISBN
- Применение микропроцессоров и микроЭВМ в радиотехнических системах : [Учеб. пособие для радиотехн. спец. вузов] / Ю. М. Казаринов, В. Н. Номоконов, Ф. В. Филиппов. - М. : Высш. шк., 1988. - 207 с. : ил.; 21 см.; ISBN 5-06-001271-9

## Награды и звания
Награждён орденами Ленина, Красной Звезды, Отечественной войны 2-й степени, Трудового Красного Знамени, «Знак Почёта» и многими медалями, а также Золотой медалью ВДНХ, медалью имени С. П. Королева Федерации космонавтики СССР. Почётный профессор Новгородского Государственного Университета им. Ярослава Мудрого (2001).